# The Locos
The Locos è un gruppo ska-punk spagnolo fondato nel 2005 dall'ex cantante Pipi degli Ska-p.

## Storia
Il primo album in studio è Jaula de Grillos, uscito nel 2006, dalla sonorità molto influenzata da quella degli stessi Ska-p, ma il 14 aprile 2008 in Spagna è uscito il nuovo album, intitolato Energia Inagotable. In alcuni paesi è uscito il 9 maggio, ma tra questi non in Italia né in Francia, i principali sostenitori della band dopo la Spagna. Sul sito ufficiale si dice solo che verrà aggiornato con delle date di uscita non appena ci saranno notizie certe, ma intanto è possibile sentire l'inizio di ogni traccia di Energia Inagotable sempre su questo sito.
Durante i loro concerti Pipi e compagni ripropongono i pezzi che hanno reso famosi gli Ska-p, come ad esempio: Simpatico Holgazan, Cannabis, Niño soldato, Mis Colegas, A la Mierda e Mestizaje.

## Formazione
- Pipi - voce
- Fer - chitarra
- Tommy - basso
- Ivan -batteria
- Luis Fran - tromba
- Niño - chitarra
- Javi - sassofono

## Discografia

### Album di studio
- 2006 - Jaula de Grillos
- 2008 - Energía Inagotable
- 2012 - Tiempos Difíciles